# 디이터 제체
디터 제체(Dieter Zetsche, 독일어 발음: [ˌdiːtɐ ˈtsɛtʃə])는 현 TUO AG회장으로 전 메르세데스-벤츠 그룹 AG 회장이었다.독일어 발음: [ˌdiːtɐ ˈtsɛtʃə]그는 튀르키예 이스탄불에서 출생한 독일인 엔지니어 겸 기업인이다. 그가 튀르키예 이스탄불에서 출생했긴 하지만 가족들이 튀르키예 이스탄불 출장 당시 출생한 것으로 튀르키예계 독일인은 아니다. 그는 1998년 다임러 벤츠 그룹 임원으로 활동했으며, 1999년 크라이슬러와 그룹 합병한 이루 당시 임원들 중에서는 크라이슬러측 인력들에게 가장 관대한 인물로 알려져 있다. 특히 크라이슬러가 분리, 부도난 이후 FCA가 성립되었을 시절에도 지원해 주는 등 다임러 임원중 이례적인 인물로 통한다. 크라이슬러가 분리된 이듬해인 2006년 그룹 회장으로 취임했으며 2016년까지 역임하였고 후임인 올라 칼레니우스에 직책을 넘기고 다임러 AG를 떠났다.
여담으로 퇴임 당시 BMW에서 그를 기용한 광고를 냈지만 그는 끝내 BMW를 자가용으로 선택하지 않았다.